# Đấu thái

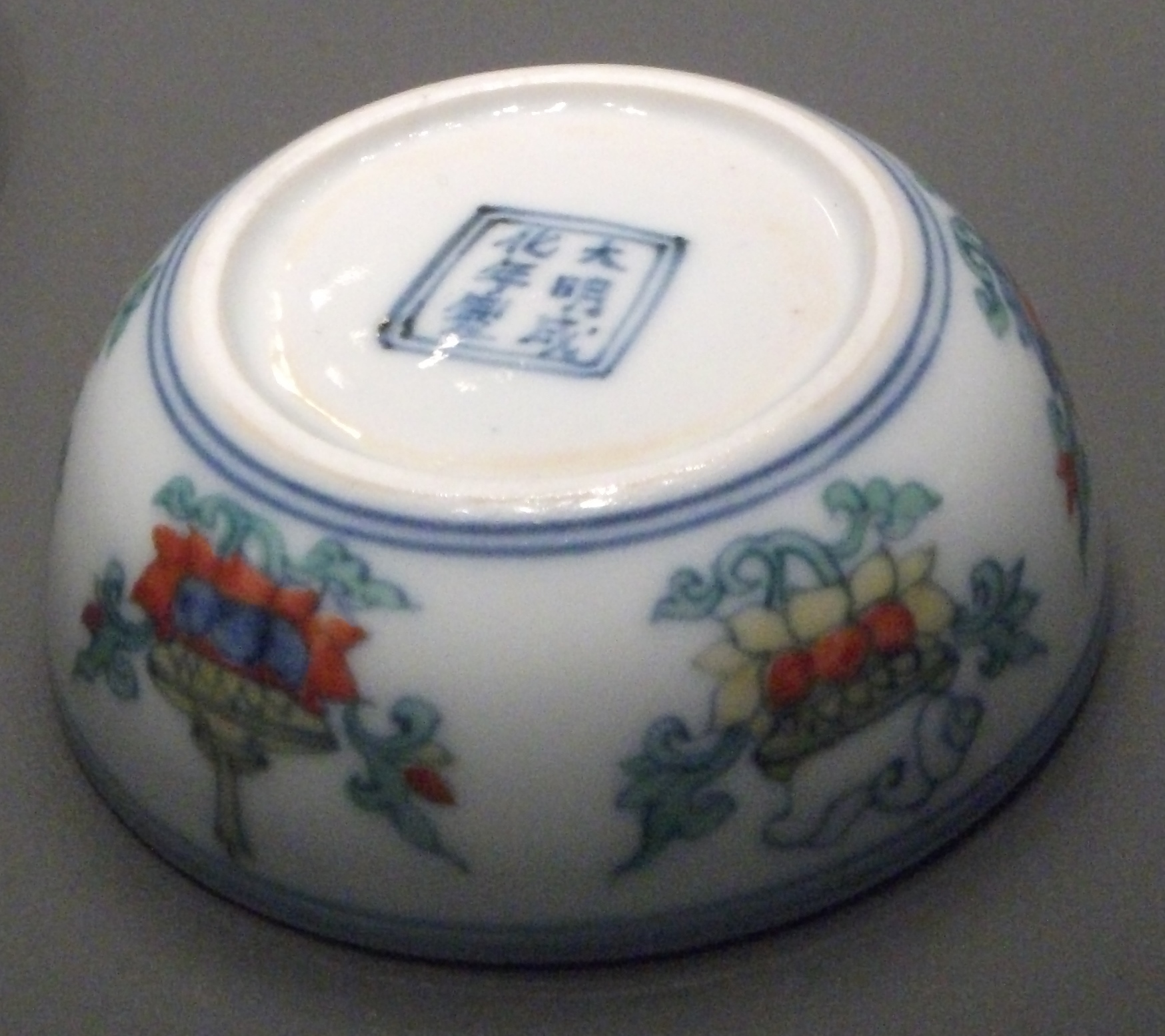
Chén "ngũ bảo", thời Thành Hóa (1464-1487), 2,9 × 7 cm, Percival David Foundation.767.

Đấu thái (tiếng Trung: 斗彩, bính âm: doucai, Wade-Giles: tou-ts'ai) là một kỹ thuật trang trí đồ sứ Trung Hoa, trong đó các phần của họa tiết trang trí và một số viền ngoài của phần còn lại được tô vẽ bằng chất màu xanh lam dưới men, sau đó được tráng men và đem nung. Phần còn lại của họa tiết trang trí sau đó được tô vẽ thêm vào theo kiểu trang trí trên men gồm các màu sắc khác rồi đem vật phẩm nung lại ở nhiệt độ thấp hơn, khoảng 850–900 °C (1.560–1.650 °F).
Kiểu trang trí này bắt đầu từ thế kỷ 15 dưới thời nhà Minh tại các xưởng sản xuất gốm sứ hoàng gia tại Cảnh Đức Trấn, và các sản phẩm tinh xảo nhất đã xuất hiện trong vài năm dưới thời trị vì của hoàng đế Thành Hóa, chủ yếu là các vật phẩm nhỏ như kê cang bôi (chén vại trang trí gà). Kiểu trang trí này bị gián đoạn sau vài chục năm, do kỹ thuật trang trí màu xanh lam trên men thích hợp đã được phát triển, nhưng sau đó nó lại được phục hồi dưới thời nhà Thanh. Không nên nhầm lẫn nó với kiểu ngũ thái, là một kỹ thuật tô vẽ trang trí đa sắc có liên quan. Đấu thái có thể được hiểu theo nghĩa đen là "màu tương phản" hay "màu chắp ghép", "màu chập lại".

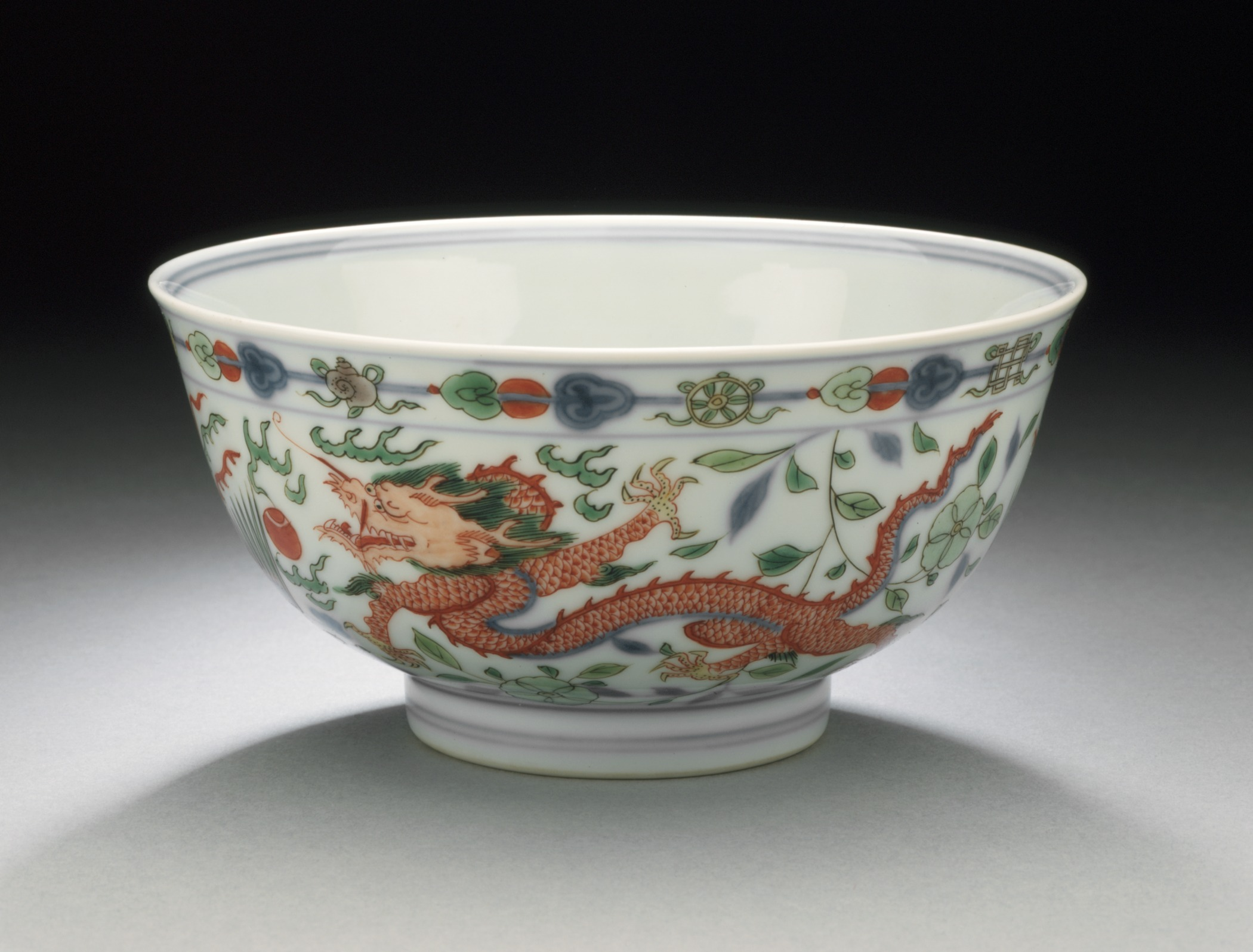
Bát trang trí long hí hỏa châu (rồng vờn ngọc lửa), niên đại Khang Hi (1662–1722).

Kỹ thuật này được thúc đẩy bởi các hạn chế về vật liệu sẵn có vào thời gian đó. Người Trung Quốc đã phát triển đồ sứ cao lửa, và tìm ra hai màu tạo ra kết quả tốt khi tô vẽ dưới men, ngay cả khi nung ở các nhiệt độ cao. Đồ sứ hoa lam đã được sản xuất với số lượng rất lớn và đã được hiểu rõ. Họ cũng tìm ra màu đỏ ít ổn định và ít tin cậy hơn, có nguồn gốc từ đồng. Nhưng những màu khác mà người Trung Quốc biết đến lại chuyển thành màu đen hoặc nâu ở nhiệt độ cần thiết để tạo ra đồ sứ; trên thực tế một số đồ sứ cổ còn sót lại có lớp men bị bay màu nhưng phần xương gốm và lớp màu dưới men không bị ảnh hưởng, sau khi chúng chìm trong các vụ hỏa hoạn ở các cung điện Trung Hoa. Ngoài ra, màu lam cô ban được sử dụng cho đồ sứ hoa lam cũng bay màu nếu sử dụng trên men, ngay cả khi ở các nhiệt độ thấp hơn. Các thợ gốm Cảnh Đức Trấn cuối cùng đã nghĩ ra và hoàn thiện kỹ thuật đấu thái để vượt qua các vấn đề này.

## Lịch sử
Kỹ thuật men ô (cloisonné) đa sắc sử dụng men trên các vật thể mỏng bằng kim loại đã được du nhập vào Trung Quốc khoảng thế kỷ 13-14 như là "sáng chế triều đình vào đầu thế kỷ 15 được làm riêng cho cung đình và đền miếu hoàng gia". Nó hướng vào sử dụng trên các khuôn mẫu đồ sứ, và những người thợ gốm hoàng gia có thể cảm thấy áp lực cạnh tranh. Trước năm 1850, một loạt các kết hợp hai màu trên nền trắng đã được triều đình đặt hàng. Kỹ thuật đấu thái có thể đã bắt nguồn từ kỹ thuật men ô.
Kỹ thuật đấu thái có lẽ xuất hiện dưới thời trị vì của hoàng đế Tuyên Đức (1426–1435), với một chiếc đĩa trang trí men đỏ và xanh lục đã được khai quật tại các lò Cảnh Đức Trấn. Kỹ thuật này đạt được kỹ thuật vẽ hoa đầu tiên và tinh xảo nhất trong những năm cuối cùng của niên hiệu Thành Hóa (1464-1487), nhưng các hiện vật đấu thái có niên đại 1472-1487 là cực hiếm. Vị hoàng đế này dường như có sự quan tâm cá nhân đến đồ gia dụng, hầu hết đều là các vật dụng nhỏ và dễ cầm trong tay. Theo truyền miệng thì cung nữ được sủng ái và đầy tham vọng nguyên là nhũ mẫu của ông là Vạn Trinh Nhi (sau này là Vạn quý phi) đã khuyến khích ông trong sở thích này và có thể đã truyền cảm hứng cho ông về điều đó. Các đồ vật được trang trí gà là biểu tượng của khả năng sinh sản và thường được tặng trong các đám cưới, và có vẻ như Vạn thị thích tặng cho hoàng đế một món quà thường nhật, trong trường hợp "chén trang trí gà" có thể tượng trưng cho mong muốn sinh con của cung nữ hơn tuổi nhưng được sủng ái này. Ông cũng là một Phật tử mộ đạo, và trên một số hiện vật có chữ viết và biểu tượng Phật giáo.
Sau thời Thành Hóa thì chất lượng của đồ sứ hoàng gia từ từ suy giảm trong khoảng thời gian còn lại của triều Minh, và khi chất lượng được phục hồi dưới thời nhà Thanh thì đồ sứ Thành Hóa đã có được danh tiếng như là thời kỳ đồ sứ Trung Quốc đạt độ tinh xảo cao nhất, điều mà nó phần lớn vẫn giữ được.

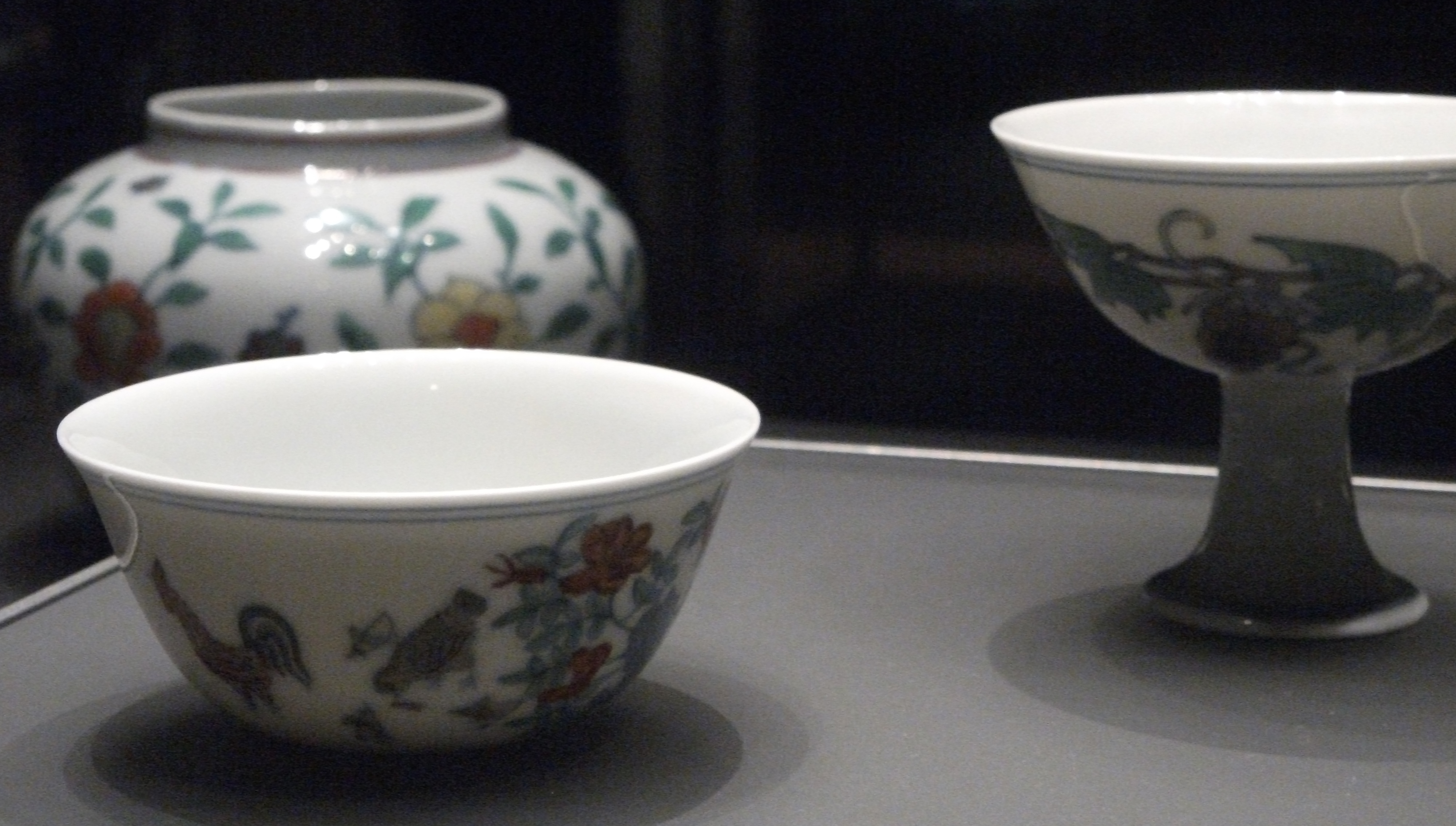
Các đồ vật bằng sứ đấu thái thời Thành Hóa (1464–1487); phía trước là một "kê cang bôi" (chén trang trí gà) giống như cái đã được Sotheby's bán năm 2014.

Chén uống rượu bằng sứ đấu thái thời Thành Hóa đã có giá rất cao trong giới sưu tập dưới thời Vạn Lịch (1573–1619), và vào thế kỷ 18, có nhiều tài liệu khác nhau viết về "chén vại trang trí gà" là đồ vật có giá trị lớn, bao gồm một đoạn trong Hồng lâu mộng của Tào Tuyết Cần, một trong tứ đại danh tác  của Trung Hoa. Năm 1776 hoàng đế Càn Long cũng đã viết một bài thơ về những chiếc chén vại gà này.
Đã có sự hồi sinh nhất định của kiểu trang trí này vào thời Vạn Lịch (1572–1620), và sự hồi sinh mạnh mẽ hơn dưới thời Ung Chính (1723–1735). Các vật phẩm đôi khi cũng được sản xuất sau đó, cụ thể là chén vại gà và chén có chân trang trí dây nho, hai trong số những họa tiết trang trí được ngưỡng mộ nhất vào thời kỳ Thành Hóa. Sự kiện nhà khảo cổ học Lưu Tân Viên (劉新園) và nhóm của ông phát hiện và kiểm tra một đống đồ sứ vỡ bỏ đi thời Thành Hóa tại di chỉ lò nung gốm hoàng gia (ngự diêu) ở Cảnh Đức Trấn đã "thay đổi triệt để hiểu biết của các học giả về hoa văn và hình dạng của gốm sứ đấu thái".
Năm 2014, một kê cang bôi trong bộ sưu tập "Mai Nhân Đường" là một cái chén vại uống rượu với trang trí gà có miệng rộng 8,3 cm và cao 4,1 cm đã đạt được kỷ lục thế giới mới cho đồ gốm sứ Trung Hoa khi được đấu giá thành công tại Sotheby's Hồng Kông với mức giá bán 281.240.000 HKD (36,05 triệu USD), cho nhà sưu tập nghệ thuật kiêm tỷ phú Lưu Ích Khiêm (刘益谦). Các hiện vật có niên đại muộn hơn cũng được bán với giá cao. Kỷ lục này bị phá năm 2017, với kỷ lục mới cho một chiếc đĩa rửa bút lông bằng đồ gốm Nhữ với giá bán 294,2875 triệu HKD (khoảng 38 triệu USD).

## Đặc điểm
Những hiện vật gốm sứ Thành Hóa có kích thước nhỏ, hiếm và có chất lượng rất cao. Chúng là đồ sứ có thành mỏng của đồ sứ Cảnh Đức Trấn tiêu chuẩn thời bấy giờ. Tuy nhiên, họa tiết trang trí bị hạn chế, với các phần tương đối lớn của các bề mặt được bỏ lại với nền trắng; thường các chiếc bát chỉ được trang trí ở mặt ngoài. Màu sắc trong các hiện vật gốm sứ Thành Hóa là màu lam dưới men, với các màu đỏ, xanh lục, vàng và nâu tía (màu cà tím) trên men. Màu cuối cùng này là trong suốt và có thể được sử dụng trên các màu khác, đòi hỏi thêm một lần nung nữa. Hầu hết các hiện vật đều có đề lạc khoản gồm sáu chữ (như 成化寄託年款 = Thành Hóa ký thác niên khoản), và niên hiệu Thành Hóa đã trở thành "niên hiệu bị làm giả nhiều nhất trong số tất cả các niên hiệu" vào các thời kỳ sau đó.
"Kê cang bôi", có kích thước rộng 8 cm và cao 4 cm, thường được bắt chước trong các thời kỳ sau đó. Chủ đề được truyền cảm hứng từ các lớp tô vẽ màu. Các hiện vật Thành Hóa sử dụng các lớp men kế tiếp nhau để thể hiện kết cấu và tạo nước bóng; bằng cách bắt chước từ thế kỷ 18 thì điều này có thể đạt được chỉ trong một lớp áo. Các hiện vật đấu thái từ thế kỷ 18 trở về sau hoặc là bắt chước các hiện vật Thành Hóa nhỏ, hoặc có hình dạng lớn hơn nhiều so với các hiện vật điển hình của đồ gốm đương đại, nơi mà đấu thái được sử dụng như một kỹ thuật chủ yếu như là dấu ấn của quá khứ.
Sự khác biệt với kỹ thuật ngũ thái, cũng là sự kết hợp giữa trang trí màu xanh lam dưới men với các lớp màu khác trang trí trên men là ở chỗ trong kỹ thuật đấu thái thì toàn bộ họa tiết trang trí được tô vẽ hoặc viền bằng màu xanh lam, ngay cả khi các phần được che phủ bởi lớp men và không nhìn thấy được trong thành phẩm cũng như sắc thái màu nhạt hơn. Tuy nhiên, điều này là không đúng với tất cả các hiện vật được phân loại là đấu thái, đặc biệt là từ thế kỷ 18 trở đi. Các mảnh vỡ của các hiện vật không hoàn thiện, chỉ có màu xanh lam, đã được khai quật từ các nơi đổ đồ phế thải của các lò nung. Trong ngũ thái thì chỉ những bộ phận nào của họa tiết trang trí có màu xanh lam, và chúng che phủ các khu vực rộng hơn và thường được tô vẽ khá tự do.

## Thư viện ảnh

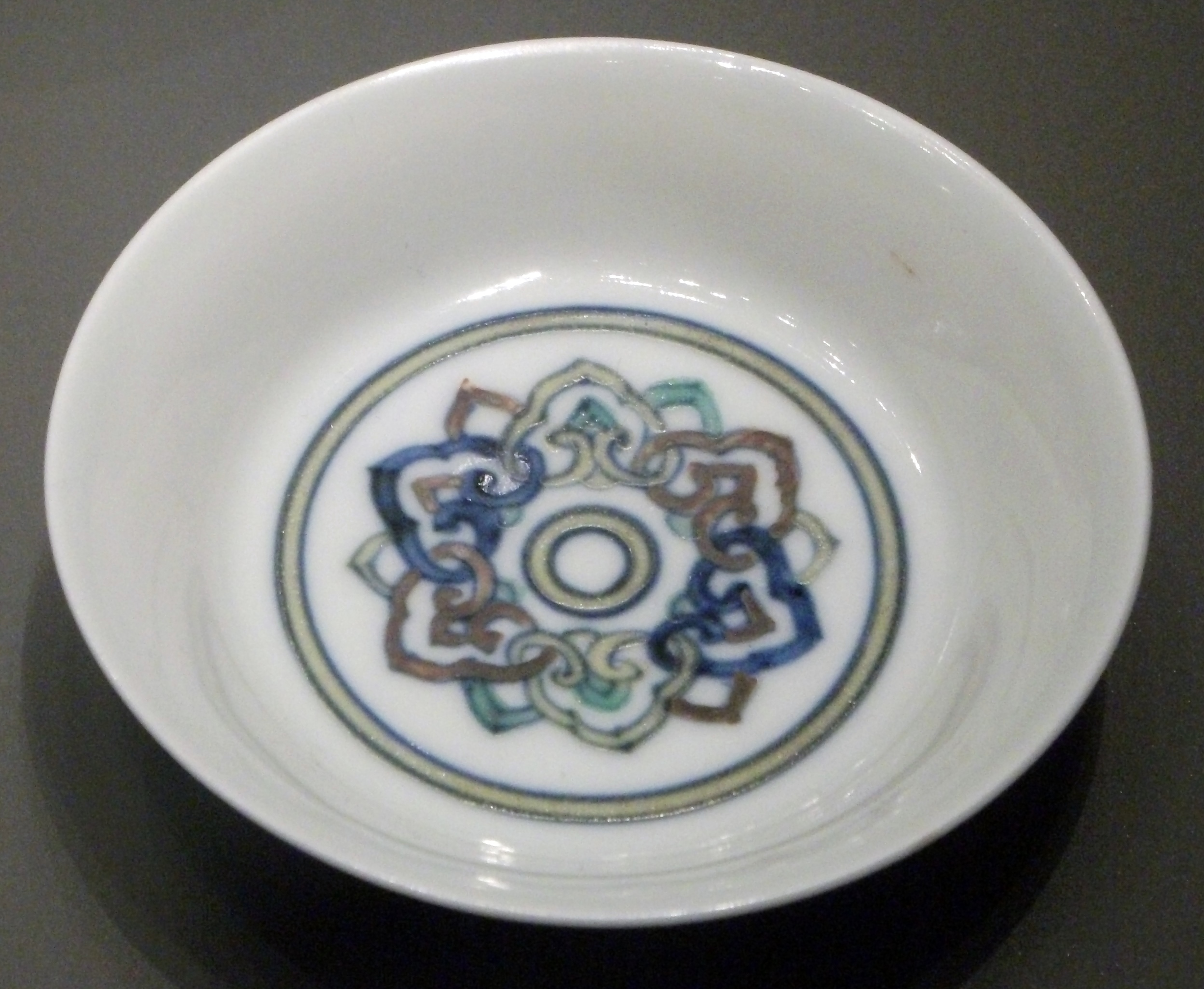
Phần lòng một cái đĩa niên đại Thành Hóa, rộng 8,4 cm, cao 2,3 cm, Percival David Foundation, A.780
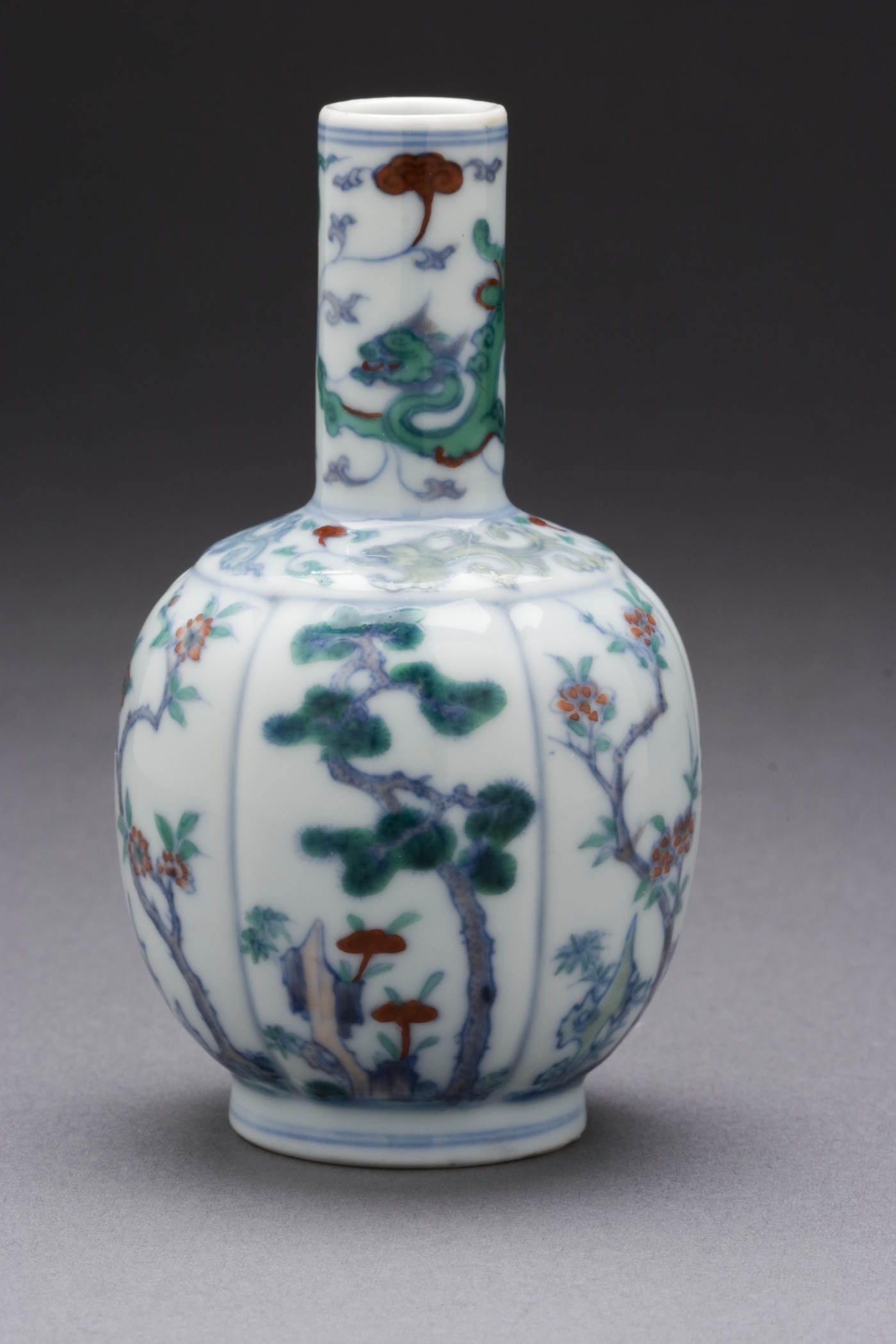
Bình trang trí thông, trúc, mai, trà và rồng. Niên đại Ung Chính (1723–1735).
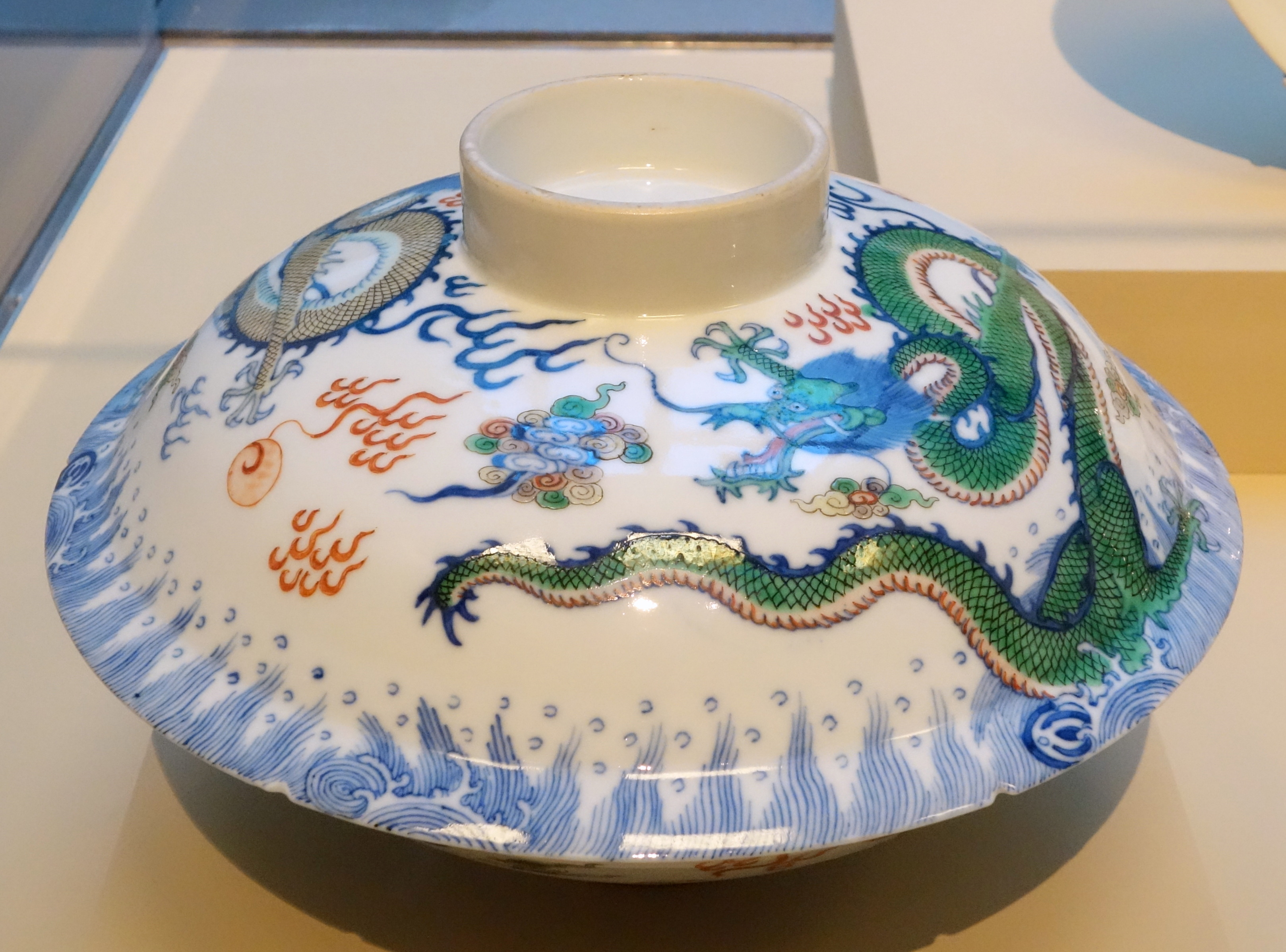
Nắp bát vẽ rồng trên Đông Hải. Niên đại Ung Chính.
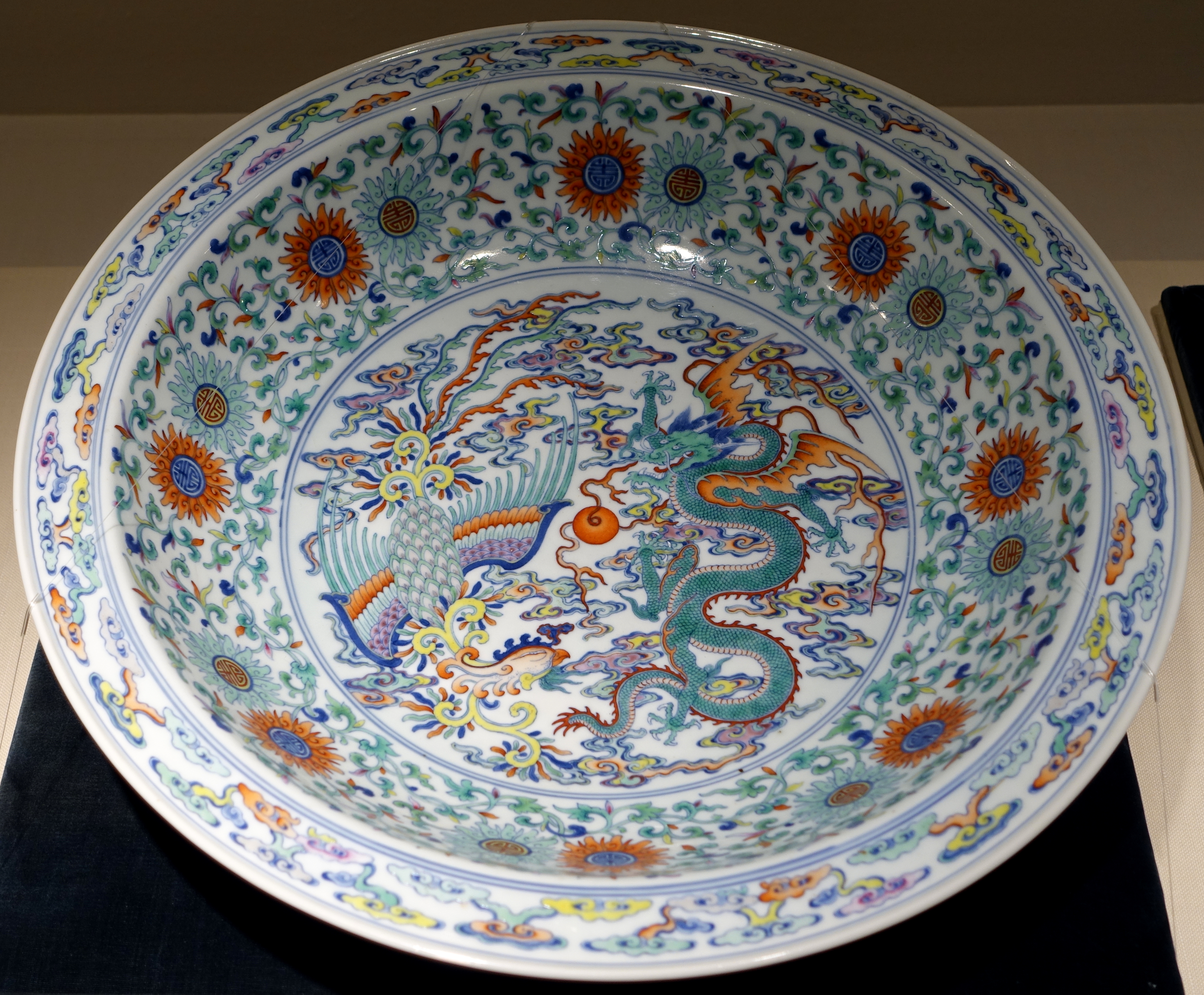
Một chiếc đĩa lớn với trang trí long phượng. Niên đại Ung Chính.
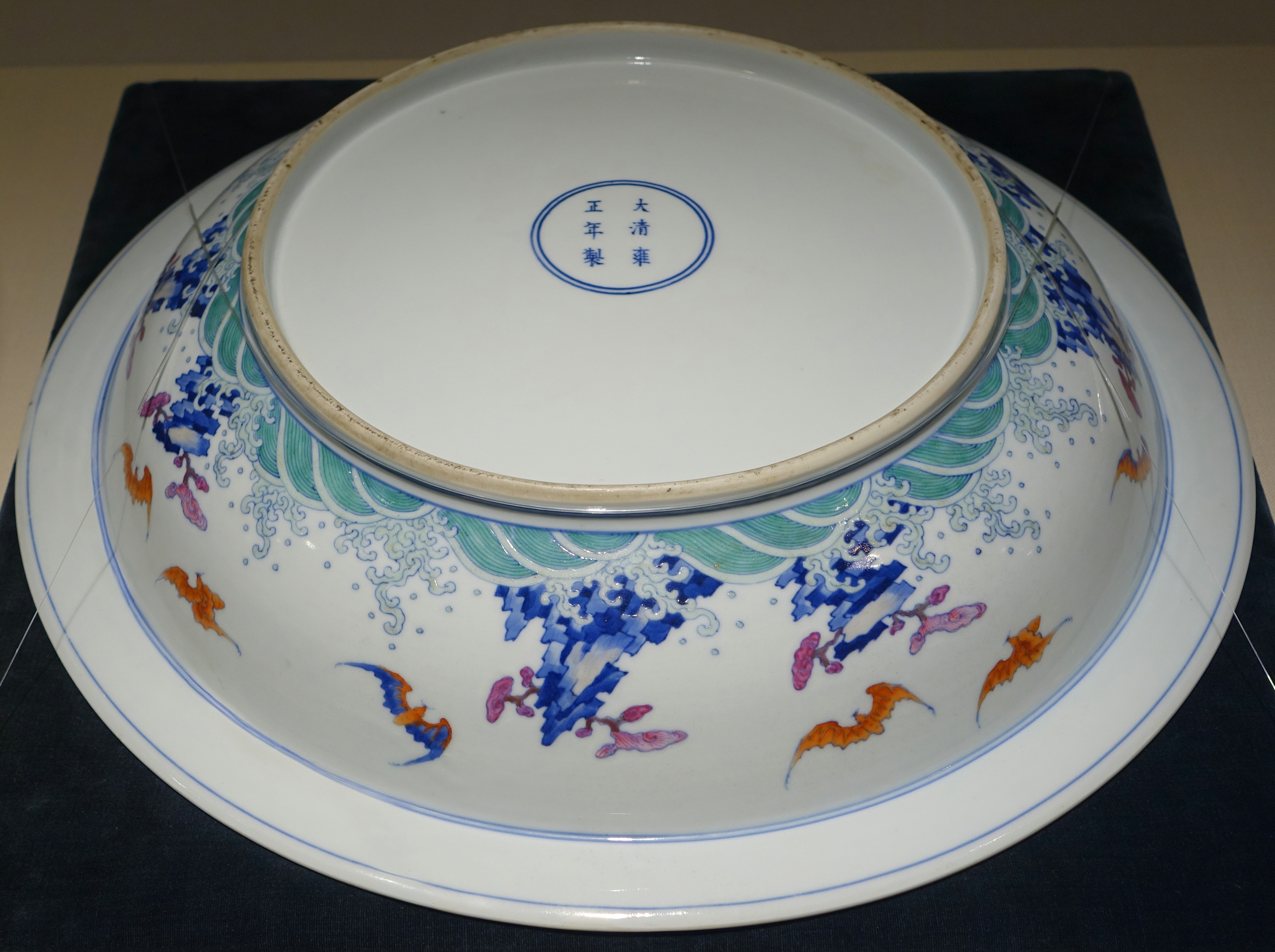
Mặt dưới của chiếc đĩa trang trí lông phượng. Niên đại Ung Chính.
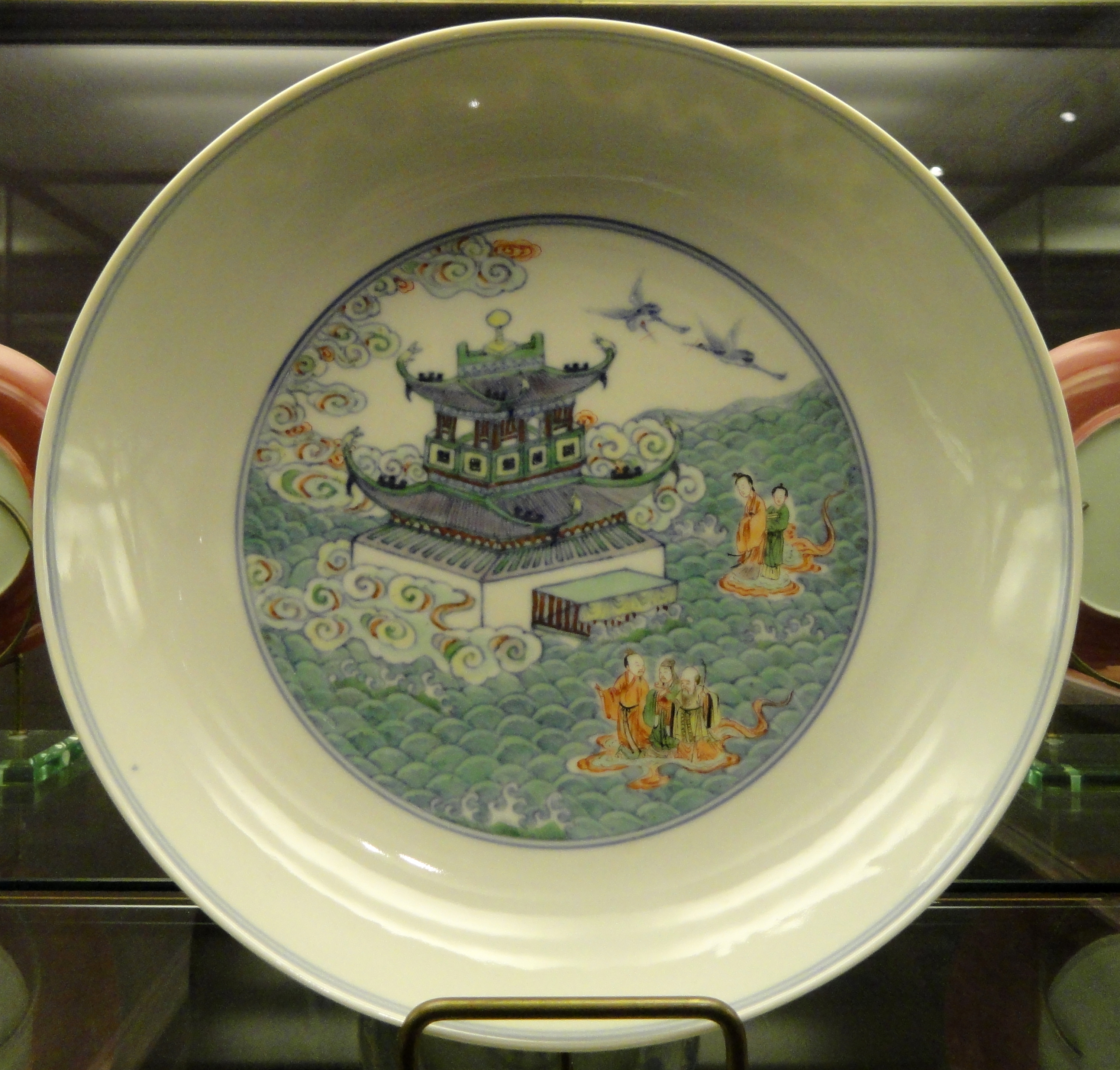
Đĩa trang trí đấu thái. Niên đại Ung Chính.
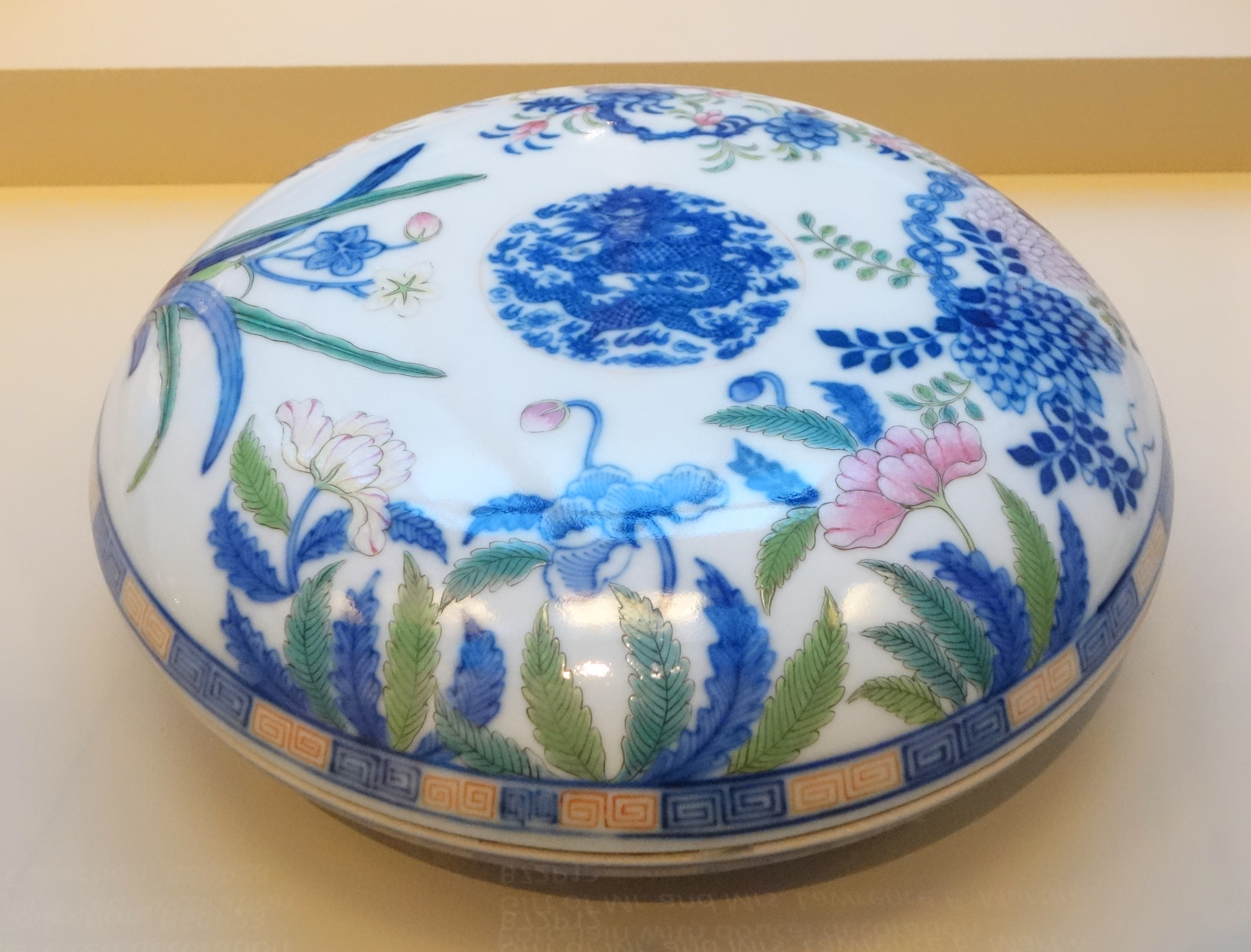
Tráp có nắp đậy trang trí hoa. Niên đại Càn Long (1735–1796).
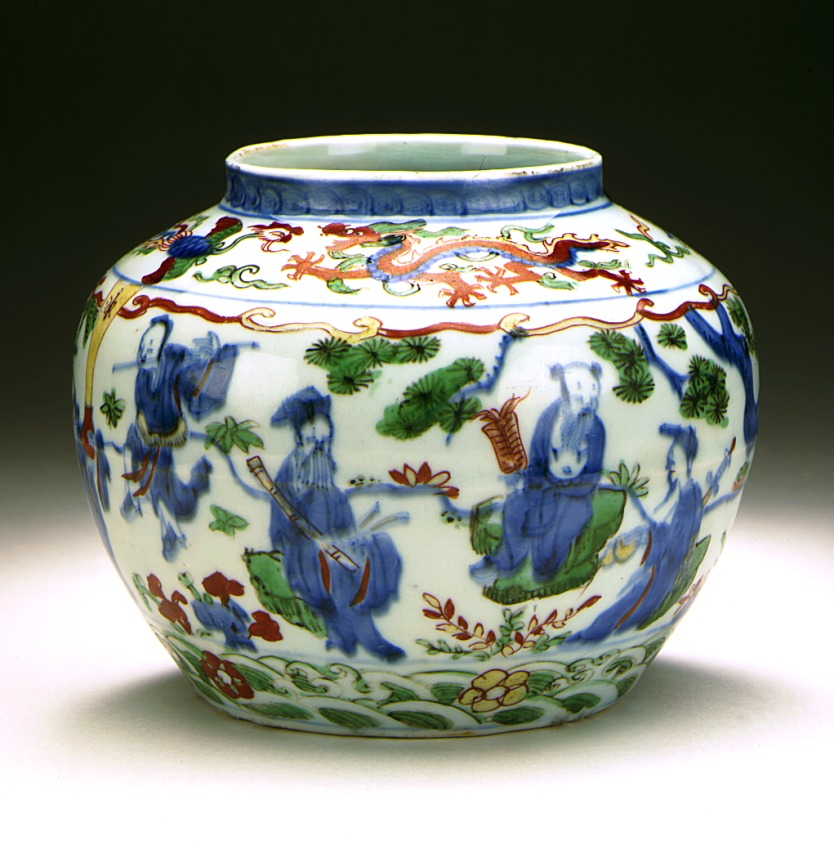
Vò ngũ thái trang trí bát tiên. Niên đại Vạn Lịch (1573–1620).